# Мухадов, Ровшан Абдурахманович
Ровша́н Абдурахма́нович Муха́дов (туркм. Röwşen Abdurahmanowiç Muhadow; род. 23 сентября 1961, Ашхабад) — советский и туркменский футболист, тренер. Заслуженный тренер Туркменистана. Мастер спорта Республики Казахстан (1994).

## Биография
Начинал играть в «Колхозчи»/«Копетдаге» из Ашхабада.
В 1989, после удачного сезона 1988 года, перешёл в клуб первой лиги ташкентский «Пахтакор». В 1990 заявлен за клуб высшей лиги «Памир», однако за основу так и не сыграл. Провёл в дубле 1-ю часть сезона, 6 игр, 2 гола.
В середине 1990 вернулся в «Копетдаг», с которым успешно выступал во второй лиге вплоть до распада СССР. В сезоне 1992 вместе с командой стартовал в чемпионате Туркменистана, много забивал — после 13 первых игр, сыгранных «Копетдагом», забил 25 мячей.
С октября 1992 выступал в чемпионате Турции за «Генчлербирлиги». В 1994 играл за «Елимай», с которым стал чемпионом Казахстана. С середины 1995 снова играл в Турции, за клубы низших лиг.
В 1997 вернулся в Казахстан, где отыграл первый круг за «Елимай», после чего уехал в Туркменистан. На родине играл сначала за «Копетдаг», а позже за «Нису».
С конца августа 1999 — главный тренер ФК «Ниса». Через две недели возглавил сборную Туркменистана, которой руководил около года.
В 2003—2007 — главный тренер олимпийской сборной Туркменистана. Одновременно руководил молодёжной сборной страны. С 2010 года возглавлял «Ахал».
В сентябре 2011 года получил тренерскую лицензию Pro. С этого момента Мухадов получил право на тренерскую работу с национальными сборными и клубными командами в любой стране мира.
В 2012 году вместе с молодёжной сборной Туркменистана выиграл Кубок Президента Туркменистана 2012. В 2013 году готовил молодёжную сборную к Кубку Содружества 2013.
Некоторое время возглавлял юношескую сборную Туркменистана до 16 лет.
12 марта 2021 года Мухадов возглавил национальную сборную Туркменистана.

## Личная жизнь
Сын Азат — футболист. Старший брат Чарыяра Мухадова.

## Достижения
- Чемпион Туркменистана в составе «Копетдага» (1992, 1998) и в составе «Ниса» в 1999.
- Чемпион Казахстана (1994) в составе «Елимая».

## Статистика
| Сезон   | Клуб              | Лига        | Чемпионат | Чемпионат |
| Сезон   | Клуб              | Лига        | Игры      | Голы      |
| ------- | ----------------- | ----------- | --------- | --------- |
| 1982    | Колхозчи          | Вторая лига | ?         | 8         |
| 1983    | Колхозчи          | Вторая лига | 29        | 7         |
| 1984    | Колхозчи          | Вторая лига | 12        | 2         |
| 1985    | Колхозчи          | Вторая лига | 27        | 11        |
| 1986    | Копетдаг          | Вторая лига | 19        | 4         |
| 1987    | Копетдаг          | Вторая лига | 11        | 5         |
| 1988    | Копетдаг          | Вторая лига | 34        | 24        |
| 1989    | Пахтакор          | Первая лига | 35        | 8         |
| 1990    | Памир             | Высшая лига | 0         | 0         |
| 1990    | Копетдаг          | Вторая лига | 34        | 23        |
| 1991    | Копетдаг          | Вторая лига | 42        | 35        |
| 1992    | Копетдаг          | Высшая лига | ?         | ?         |
| 1992/93 | Генчлербирлиги    | Высшая лига | 18        | 5         |
| 1994    | Елимай            | Высшая лига | 24        | 15        |
| 1995/96 | Йимпаш Йозгатспор | Первая лига | 8         | 1         |
| 1995/96 | Невшехирспор      | Вторая лига | 14        | 2         |
| 1997    | Елимай            | Высшая лига | 14        | 1         |
| 1997/98 | Копетдаг          | Высшая лига | ?         | ?         |
| 1998/99 | Копетдаг          | Высшая лига | ?         | ?         |
| 1998/99 | Ниса              | Высшая лига | ?         | ?         |